# Luigi De Magistris (cardenal)
Luigi De Magistris (Cagliari, 23 de febrero de 1926-Cagliari, 16 de febrero de 2022) fue un cardenal italiano, pro-penitenciario mayor.

## Biografía

### Formación
Realizó estudios de filosofía y teología en la Pontificia Universidad Lateranense.

### Sacerdocio
Fue ordenado sacerdote el 12 de abril de 1952 e incardinado en la archidiócesis de Cagliari.  Desde 1952 ejerció su ministerio en la archidiócesis de Cagliari, ejerciendo diversas funciones. 

#### Santa Sede
El 1 de octubre de 1958, entró al servicio de la Santa Sede como secretario del Ateneo de Letrán. En febrero de 1959 empezó a trabajar en la Congregación para la Doctrina de la Fe, primero como notario sustituto y posteriormente como sommista. En febrero de 1969 fue trasladado como empleado al Consejo de Asuntos Públicos de la Iglesia. El 2 de mayo de 1979 fue nombrado regente de la Penitenciaría Apostólica.

### Episcopado
El 6 de marzo de 1996 se le asignó la sede titular de Nova y recibió la consagración episcopal el 28 de abril de 1996. El 22 de noviembre de 2001 fue nombrado pro-penitenciario mayor, un papel que cumplió hasta el 7 de octubre de 2003. Fue también consultor de la Congregación para el Culto Divino y la Disciplina de los Sacramentos, la Congregación para las Causas de los Santos, la Congregación para la Evangelización de los Pueblos, la Congregación para el Clero y la Pontificia Comisión "Ecclesia Dei".

### Cardenalato
Fue creado y proclamado cardenal por el papa Francisco en el consistorio del 14 de febrero de 2015, de la diaconía de Santísimos Nombres de Jesús y María en Via Lata.

### Fallecimiento
Pocos días antes de cumplir noventa y seis años, murió en Cagliari el 16 de febrero de 2022. Tras el funeral, celebrado al día siguiente por el arzobispo de Cagliari Giuseppe Baturi en la Catedral de Santa María, fue enterrado en la capilla familiar dentro del cementerio monumental de Bonaria.